# Кубок Казахстану з футболу 1992
Кубок Казахстану з футболу 1992 — 1-й розіграш кубкового футбольного турніру в Казахстані після здобуття країною незалежності. Переможцем став Кайрат.

## Календар
| Раунд        | Дата              | Матчі | Клуби   |
| ------------ | ----------------- | ----- | ------- |
| Перший раунд | 8 травня 1992     | 8     | 24 → 16 |
| 1/8 фіналу   | 28 травня 1992    | 8     | 16 → 8  |
| 1/4 фіналу   | 24-30 червня 1992 | 4     | 8 → 4   |
| 1/2 фіналу   | 4 серпня 1992     | 2     | 4 → 2   |
| Фінал        | 8 серпня 1992     | 1     | 2 → 1   |

## Перший раунд
| Команда 1                | Рахунок      | Команда 2        |
| ------------------------ | ------------ | ---------------- |
| 8 травня 1992            |              |                  |
| Жигер                    | 2:1          | Металіст         |
| Кайрат                   | 1:0          | Шахтар           |
| Горняк-Атлант (2)        | 1:2          | Восток           |
| Хімік                    | 3:0          | Екібастузець     |
| Жетису                   | 0:0 пен. 3:4 | Кокшетау         |
| Монтажник                | 7:1          | Спартак          |
| Металург (Жезказган) (2) | 1:2          | Зеніт (Кокшетау) |
| Фосфор                   | 3:0          | Актау            |

## 1/8 фіналу
| Команда 1        | Рахунок | Команда 2    |
| ---------------- | ------- | ------------ |
| 28 травня 1992   |         |              |
| ЦСКА             | 0:3     | Кайсар       |
| Булат            | 0:2     | Горняк       |
| Жигер            | 2:3     | Кайрат       |
| Восток           | 3:2     | Цілинник     |
| Актюбинець       | 0:2     | Трактор      |
| Хімік            | +:-     | Арсенал-СКІФ |
| Кокшетау         | 2:3     | Монтажник    |
| Зеніт (Кокшетау) | 0:4     | Фосфор       |

## 1/4 фіналу
| Команда 1      | Рахунок | Команда 2 |
| -------------- | ------- | --------- |
| 26 червня 1992 |         |           |
| Монтажник      | 0:3     | Фосфор    |
| Трактор        | 4:1     | Хімік     |
| 24 липня 1992  |         |           |
| Кайсар         | 4:3     | Горняк    |
| 29 липня 1992  |         |           |
| Кайрат         | 4:0     | Восток    |

## 1/2 фіналу
| Команда 1     | Рахунок      | Команда 2 |
| ------------- | ------------ | --------- |
| 4 серпня 1992 |              |           |
| Фосфор        | 2:0          | Трактор   |
| Кайсар        | 2:2 пен. 3:4 | Кайрат    |

## Фінал
| 8 серпня 1992 |

| Кайрат                                                  | 5:1      | Фосфор         |
| ------------------------------------------------------- | -------- | -------------- |
| Найдовський 9', 36' Климов 59' Волгін 68' Абільдаєв 77' | Протокол | Литвиненко 88' |

| Центральний стадіон, Алмати Глядачів: 1 000 Арбітр: Олександр Борисов |